# Герб Санкт-Петербурга
Герб Санкт-Петербурга является официальным государственным символом города федерального значения Санкт-Петербурга. Современный вариант принят 23 апреля 2003 года.

## Описание и обоснование символики
Геральдическое описание (блазон) гласит: 
В червленом (красном) поле золотой российский скипетр поверх двух опрокинутых серебряных якорей морского и речного, о четырёх зубцах, накрест. Щит увенчан российской императорской короной и положен поверх двух российских скипетров натурального цвета, соединенных лентой Святого Андрея Первозванного
Герб Санкт-Петербурга (цветное изображение) представляет собой геральдический красный щит с изображением на его поле двух серебряных якорей — морского (наискось слева направо от зрителя, лапами в верхнем левом от зрителя углу щита; имеет две лапы и поперечную деталь на анкерштоке) и речного (наискось справа налево от зрителя, лапами в верхнем правом от зрителя углу щита; имеет четыре лапы и лишен поперечной детали на анкерштоке), положенных накрест, а на них золотой скипетр с двуглавым орлом.
Щит увенчан императорской короной с двумя выходящими из неё андреевскими лазоревыми лентами. За щитом два положенных накрест золотых, украшенных алмазами и эмалью российских скипетра, соединённых андреевской лазоревой лентой.
Допускается воспроизведение герба Санкт-Петербурга в сокращённых версиях, обусловленных исторически и геральдически:
без императорской короны над щитом, без лазоревых лент, выходящих из императорской короны, без двух российских скипетров, соединённых андреевской лазоревой лентой, а также в виде золотого скипетра с двуглавым орлом и двух серебряных якорей — морского и речного, положенных накрест, вне поля щита.
Скипетр с античных времен является знаком правителей, в данном случае скипетр, увенчанный государственным орлом, символизировал монархическую царскую власть, а также, что Санкт-Петербург — столица Российской империи. Два серебряных якоря, из которых один — двухлопастный, с перекладиной у кольца — морской, другой — четырёхлопастный, с кольцом — «речная кошка», означали, что город — морской и речной порт. Якоря выражают идею Петра I о выходе к морю через речные пути. Красное поле щита напоминает о кровопролитных боях со шведами во время Северной войны.

## История
Исторический герб Санкт-Петербурга, утверждённый 14 марта 1730 года, подтвержденный в 1780 году, дополненный в 1857 году, никогда не отменявшийся и вновь введённый в употребление в 1991 году, является старейшим и основным официальным символом Санкт-Петербурга. Прообразом послужил герб Ватикана как города Святого Петра.
В советское время (1917—1991 годы) герб города не использовался, так как нёс в себе символы императорской власти, несовместимые с большевистской идеологией. В советской практике в принципе отсутствовало широкое использование городских гербов или флагов. В качестве городской эмблемы в это время часто использовались произвольные символы, например, кораблик со шпиля Адмиралтейства. Лишь весной 1989 года власти Ленинграда озаботились вопросом необходимости городского герба. Был объявлен общегородской конкурс на лучший проект и назначена денежная премия победителю. В мае 1989 года в Петропавловской крепости даже открылась выставка проектов нового герба, однако идея учредить новый — советский герб города была оставлена. Общественное мнение горожан склонилось к возрождению герба, существующего со времён Анны Иоанновны.
6 сентября 1991 года одновременно с возвращением городу исторического имени, был также возвращён (повторно принят) и исторический герб времен Екатерины II.
В 2003 году описание герба было уточнено: введены основная и малая версии; в основную версию вернулись венчающая герб императорская корона, лазоревая лента и скрещённые скипетры.

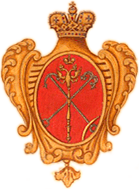
Один из первых вариантов герба в 1730 году
Герб Санкт-Петербурга с 1730 по 1856 год (также использовался с 1991 по 2003 год)
Герб Санкт-Петербурга XIX века, использовавшийся вплоть до революции 1917 года
Одна из вариаций эмблемы Ленинграда в советский период[3][4]
Герб Санкт-Петербурга образца 2003 года
Малый герб Санкт-Петербурга образца 2003 года